# Intercambio electrónico de datos para la Administración, Comercio y Transporte
Intercambio electrónico de datos para la Administración, Comercio y Transporte (en inglés: UN/EDIFACT United Nations/Electronic Data Interchange For Administration, Commerce and Transport) es un estándar de la Organización de las Naciones Unidas para el Intercambio electrónico de datos en el ámbito mundial. Existiendo subestándares para cada entorno de negocio (distribución, automoción, transporte, aduanero, etc) o para cada país. Así, por ejemplo, AECOC regula el estándar EDI del sector de distribución. Para el intercambio de este tipo de información se suelen utilizar las redes de valor añadido. Además del intercambio de la información, estas redes permiten su registro.
EDI son las siglas de Electronic Data Interchange: Intercambio electrónico de datos. El sistema EDI permite el intercambio (envío y recepción) de documentos comerciales por vía telegráfica.
Albaranes, facturas, órdenes de compra y otros documentos comerciales electrónicos pueden tramitarse directamente desde el ordenador de la empresa emisora al de la empresa receptora, con gran ahorro de tiempo y evitando muchos errores, propios de la comunicación tradicional «en papel».

## Ejemplo
A continuación se muestra un ejemplo de un mensaje EDIFACT usado para responder a una solicitud de disponibilidad de un producto:
```
UNA:+.? '
UNB+IATB:1+6XPPC+LHPPC+940101:0950+1'
UNH+1+PAORES:93:1:IA'
MSG+1:45'
IFT+3+XYZCOMPANY AVAILABILITY'
ERC+A7V:1:AMD'
IFT+3+NO MORE FLIGHTS'
ODI'
TVL+240493:1000::1220+FRA+JFK+DL+400+C'
PDI++C:3+Y::3+F::1'
APD+74C:0:::6++++++6X'
TVL+240493:1740::2030+JFK+MIA+DL+081+C'
PDI++C:4'
APD+EM2:0:1630::6+++++++DA'
UNT+13+1'
UNZ+1+1'
```